# Бондаренко Пилип Семенович
Пилип Семенович Бондаренко (21 жовтня 1905, станиця Тепикинська (Жовтий Клин), Область Війська Донського — 8 лютого 1993, Дніпропетровськ) — український, раніше радянський, шаховий композитор; міжнародний майстер (1979) і міжнародний арбітр з шахової композиції (1966). Автор ряду книг з питань етюдної композиції. Учасник 7 особистих чемпіонатів СРСР і багатьох конкурсів, де удостоєний 260 відзнак, у тому числі 35 перших і других призів. З 1924 опублікував близько 1200 композицій, переважно етюдів та завдань на казкові теми.
Полковник міліції.

## Спортивні досягнення
| Рік  | Турнір                                   | Результат | Місце |
| ---- | ---------------------------------------- | --------- | ----- |
| 1947 | 1-й чемпіонат СРСР з шахової композиції  |           |       |
| 1948 | 2-й чемпіонат СРСР з шахової композиції  |           |       |
| 1952 | 3-й чемпіонат СРСР з шахової композиції  |           |       |
| 1955 | 4-й чемпіонат СРСР з шахової композиції  |           |       |
| 1959 | 5-й чемпіонат СРСР з шахової композиції  |           |       |
| 1973 | 11-й чемпіонат СРСР з шахової композиції |           |       |
|      |                                          |           |       |

## Задачі
|   | a | b | c | d | e | f | g | h |   |
| 8 | c8 білий слон · e8 чорний ферзь · f8 чорний король · d7 чорний пішак · g7 чорний пішак · d6 білий пішак · g6 білий пішак · a5 чорний пішак · d5 білий кінь · a4 білий пішак · b4 чорний пішак · d4 білий король · h4 чорний пішак · h3 білий пішак · a2 білий пішак · c2 білий пішак | c8 білий слон · e8 чорний ферзь · f8 чорний король · d7 чорний пішак · g7 чорний пішак · d6 білий пішак · g6 білий пішак · a5 чорний пішак · d5 білий кінь · a4 білий пішак · b4 чорний пішак · d4 білий король · h4 чорний пішак · h3 білий пішак · a2 білий пішак · c2 білий пішак | c8 білий слон · e8 чорний ферзь · f8 чорний король · d7 чорний пішак · g7 чорний пішак · d6 білий пішак · g6 білий пішак · a5 чорний пішак · d5 білий кінь · a4 білий пішак · b4 чорний пішак · d4 білий король · h4 чорний пішак · h3 білий пішак · a2 білий пішак · c2 білий пішак | c8 білий слон · e8 чорний ферзь · f8 чорний король · d7 чорний пішак · g7 чорний пішак · d6 білий пішак · g6 білий пішак · a5 чорний пішак · d5 білий кінь · a4 білий пішак · b4 чорний пішак · d4 білий король · h4 чорний пішак · h3 білий пішак · a2 білий пішак · c2 білий пішак | c8 білий слон · e8 чорний ферзь · f8 чорний король · d7 чорний пішак · g7 чорний пішак · d6 білий пішак · g6 білий пішак · a5 чорний пішак · d5 білий кінь · a4 білий пішак · b4 чорний пішак · d4 білий король · h4 чорний пішак · h3 білий пішак · a2 білий пішак · c2 білий пішак | c8 білий слон · e8 чорний ферзь · f8 чорний король · d7 чорний пішак · g7 чорний пішак · d6 білий пішак · g6 білий пішак · a5 чорний пішак · d5 білий кінь · a4 білий пішак · b4 чорний пішак · d4 білий король · h4 чорний пішак · h3 білий пішак · a2 білий пішак · c2 білий пішак | c8 білий слон · e8 чорний ферзь · f8 чорний король · d7 чорний пішак · g7 чорний пішак · d6 білий пішак · g6 білий пішак · a5 чорний пішак · d5 білий кінь · a4 білий пішак · b4 чорний пішак · d4 білий король · h4 чорний пішак · h3 білий пішак · a2 білий пішак · c2 білий пішак | c8 білий слон · e8 чорний ферзь · f8 чорний король · d7 чорний пішак · g7 чорний пішак · d6 білий пішак · g6 білий пішак · a5 чорний пішак · d5 білий кінь · a4 білий пішак · b4 чорний пішак · d4 білий король · h4 чорний пішак · h3 білий пішак · a2 білий пішак · c2 білий пішак | 8 |
| 7 | c8 білий слон · e8 чорний ферзь · f8 чорний король · d7 чорний пішак · g7 чорний пішак · d6 білий пішак · g6 білий пішак · a5 чорний пішак · d5 білий кінь · a4 білий пішак · b4 чорний пішак · d4 білий король · h4 чорний пішак · h3 білий пішак · a2 білий пішак · c2 білий пішак | c8 білий слон · e8 чорний ферзь · f8 чорний король · d7 чорний пішак · g7 чорний пішак · d6 білий пішак · g6 білий пішак · a5 чорний пішак · d5 білий кінь · a4 білий пішак · b4 чорний пішак · d4 білий король · h4 чорний пішак · h3 білий пішак · a2 білий пішак · c2 білий пішак | c8 білий слон · e8 чорний ферзь · f8 чорний король · d7 чорний пішак · g7 чорний пішак · d6 білий пішак · g6 білий пішак · a5 чорний пішак · d5 білий кінь · a4 білий пішак · b4 чорний пішак · d4 білий король · h4 чорний пішак · h3 білий пішак · a2 білий пішак · c2 білий пішак | c8 білий слон · e8 чорний ферзь · f8 чорний король · d7 чорний пішак · g7 чорний пішак · d6 білий пішак · g6 білий пішак · a5 чорний пішак · d5 білий кінь · a4 білий пішак · b4 чорний пішак · d4 білий король · h4 чорний пішак · h3 білий пішак · a2 білий пішак · c2 білий пішак | c8 білий слон · e8 чорний ферзь · f8 чорний король · d7 чорний пішак · g7 чорний пішак · d6 білий пішак · g6 білий пішак · a5 чорний пішак · d5 білий кінь · a4 білий пішак · b4 чорний пішак · d4 білий король · h4 чорний пішак · h3 білий пішак · a2 білий пішак · c2 білий пішак | c8 білий слон · e8 чорний ферзь · f8 чорний король · d7 чорний пішак · g7 чорний пішак · d6 білий пішак · g6 білий пішак · a5 чорний пішак · d5 білий кінь · a4 білий пішак · b4 чорний пішак · d4 білий король · h4 чорний пішак · h3 білий пішак · a2 білий пішак · c2 білий пішак | c8 білий слон · e8 чорний ферзь · f8 чорний король · d7 чорний пішак · g7 чорний пішак · d6 білий пішак · g6 білий пішак · a5 чорний пішак · d5 білий кінь · a4 білий пішак · b4 чорний пішак · d4 білий король · h4 чорний пішак · h3 білий пішак · a2 білий пішак · c2 білий пішак | c8 білий слон · e8 чорний ферзь · f8 чорний король · d7 чорний пішак · g7 чорний пішак · d6 білий пішак · g6 білий пішак · a5 чорний пішак · d5 білий кінь · a4 білий пішак · b4 чорний пішак · d4 білий король · h4 чорний пішак · h3 білий пішак · a2 білий пішак · c2 білий пішак | 7 |
| 6 | c8 білий слон · e8 чорний ферзь · f8 чорний король · d7 чорний пішак · g7 чорний пішак · d6 білий пішак · g6 білий пішак · a5 чорний пішак · d5 білий кінь · a4 білий пішак · b4 чорний пішак · d4 білий король · h4 чорний пішак · h3 білий пішак · a2 білий пішак · c2 білий пішак | c8 білий слон · e8 чорний ферзь · f8 чорний король · d7 чорний пішак · g7 чорний пішак · d6 білий пішак · g6 білий пішак · a5 чорний пішак · d5 білий кінь · a4 білий пішак · b4 чорний пішак · d4 білий король · h4 чорний пішак · h3 білий пішак · a2 білий пішак · c2 білий пішак | c8 білий слон · e8 чорний ферзь · f8 чорний король · d7 чорний пішак · g7 чорний пішак · d6 білий пішак · g6 білий пішак · a5 чорний пішак · d5 білий кінь · a4 білий пішак · b4 чорний пішак · d4 білий король · h4 чорний пішак · h3 білий пішак · a2 білий пішак · c2 білий пішак | c8 білий слон · e8 чорний ферзь · f8 чорний король · d7 чорний пішак · g7 чорний пішак · d6 білий пішак · g6 білий пішак · a5 чорний пішак · d5 білий кінь · a4 білий пішак · b4 чорний пішак · d4 білий король · h4 чорний пішак · h3 білий пішак · a2 білий пішак · c2 білий пішак | c8 білий слон · e8 чорний ферзь · f8 чорний король · d7 чорний пішак · g7 чорний пішак · d6 білий пішак · g6 білий пішак · a5 чорний пішак · d5 білий кінь · a4 білий пішак · b4 чорний пішак · d4 білий король · h4 чорний пішак · h3 білий пішак · a2 білий пішак · c2 білий пішак | c8 білий слон · e8 чорний ферзь · f8 чорний король · d7 чорний пішак · g7 чорний пішак · d6 білий пішак · g6 білий пішак · a5 чорний пішак · d5 білий кінь · a4 білий пішак · b4 чорний пішак · d4 білий король · h4 чорний пішак · h3 білий пішак · a2 білий пішак · c2 білий пішак | c8 білий слон · e8 чорний ферзь · f8 чорний король · d7 чорний пішак · g7 чорний пішак · d6 білий пішак · g6 білий пішак · a5 чорний пішак · d5 білий кінь · a4 білий пішак · b4 чорний пішак · d4 білий король · h4 чорний пішак · h3 білий пішак · a2 білий пішак · c2 білий пішак | c8 білий слон · e8 чорний ферзь · f8 чорний король · d7 чорний пішак · g7 чорний пішак · d6 білий пішак · g6 білий пішак · a5 чорний пішак · d5 білий кінь · a4 білий пішак · b4 чорний пішак · d4 білий король · h4 чорний пішак · h3 білий пішак · a2 білий пішак · c2 білий пішак | 6 |
| 5 | c8 білий слон · e8 чорний ферзь · f8 чорний король · d7 чорний пішак · g7 чорний пішак · d6 білий пішак · g6 білий пішак · a5 чорний пішак · d5 білий кінь · a4 білий пішак · b4 чорний пішак · d4 білий король · h4 чорний пішак · h3 білий пішак · a2 білий пішак · c2 білий пішак | c8 білий слон · e8 чорний ферзь · f8 чорний король · d7 чорний пішак · g7 чорний пішак · d6 білий пішак · g6 білий пішак · a5 чорний пішак · d5 білий кінь · a4 білий пішак · b4 чорний пішак · d4 білий король · h4 чорний пішак · h3 білий пішак · a2 білий пішак · c2 білий пішак | c8 білий слон · e8 чорний ферзь · f8 чорний король · d7 чорний пішак · g7 чорний пішак · d6 білий пішак · g6 білий пішак · a5 чорний пішак · d5 білий кінь · a4 білий пішак · b4 чорний пішак · d4 білий король · h4 чорний пішак · h3 білий пішак · a2 білий пішак · c2 білий пішак | c8 білий слон · e8 чорний ферзь · f8 чорний король · d7 чорний пішак · g7 чорний пішак · d6 білий пішак · g6 білий пішак · a5 чорний пішак · d5 білий кінь · a4 білий пішак · b4 чорний пішак · d4 білий король · h4 чорний пішак · h3 білий пішак · a2 білий пішак · c2 білий пішак | c8 білий слон · e8 чорний ферзь · f8 чорний король · d7 чорний пішак · g7 чорний пішак · d6 білий пішак · g6 білий пішак · a5 чорний пішак · d5 білий кінь · a4 білий пішак · b4 чорний пішак · d4 білий король · h4 чорний пішак · h3 білий пішак · a2 білий пішак · c2 білий пішак | c8 білий слон · e8 чорний ферзь · f8 чорний король · d7 чорний пішак · g7 чорний пішак · d6 білий пішак · g6 білий пішак · a5 чорний пішак · d5 білий кінь · a4 білий пішак · b4 чорний пішак · d4 білий король · h4 чорний пішак · h3 білий пішак · a2 білий пішак · c2 білий пішак | c8 білий слон · e8 чорний ферзь · f8 чорний король · d7 чорний пішак · g7 чорний пішак · d6 білий пішак · g6 білий пішак · a5 чорний пішак · d5 білий кінь · a4 білий пішак · b4 чорний пішак · d4 білий король · h4 чорний пішак · h3 білий пішак · a2 білий пішак · c2 білий пішак | c8 білий слон · e8 чорний ферзь · f8 чорний король · d7 чорний пішак · g7 чорний пішак · d6 білий пішак · g6 білий пішак · a5 чорний пішак · d5 білий кінь · a4 білий пішак · b4 чорний пішак · d4 білий король · h4 чорний пішак · h3 білий пішак · a2 білий пішак · c2 білий пішак | 5 |
| 4 | c8 білий слон · e8 чорний ферзь · f8 чорний король · d7 чорний пішак · g7 чорний пішак · d6 білий пішак · g6 білий пішак · a5 чорний пішак · d5 білий кінь · a4 білий пішак · b4 чорний пішак · d4 білий король · h4 чорний пішак · h3 білий пішак · a2 білий пішак · c2 білий пішак | c8 білий слон · e8 чорний ферзь · f8 чорний король · d7 чорний пішак · g7 чорний пішак · d6 білий пішак · g6 білий пішак · a5 чорний пішак · d5 білий кінь · a4 білий пішак · b4 чорний пішак · d4 білий король · h4 чорний пішак · h3 білий пішак · a2 білий пішак · c2 білий пішак | c8 білий слон · e8 чорний ферзь · f8 чорний король · d7 чорний пішак · g7 чорний пішак · d6 білий пішак · g6 білий пішак · a5 чорний пішак · d5 білий кінь · a4 білий пішак · b4 чорний пішак · d4 білий король · h4 чорний пішак · h3 білий пішак · a2 білий пішак · c2 білий пішак | c8 білий слон · e8 чорний ферзь · f8 чорний король · d7 чорний пішак · g7 чорний пішак · d6 білий пішак · g6 білий пішак · a5 чорний пішак · d5 білий кінь · a4 білий пішак · b4 чорний пішак · d4 білий король · h4 чорний пішак · h3 білий пішак · a2 білий пішак · c2 білий пішак | c8 білий слон · e8 чорний ферзь · f8 чорний король · d7 чорний пішак · g7 чорний пішак · d6 білий пішак · g6 білий пішак · a5 чорний пішак · d5 білий кінь · a4 білий пішак · b4 чорний пішак · d4 білий король · h4 чорний пішак · h3 білий пішак · a2 білий пішак · c2 білий пішак | c8 білий слон · e8 чорний ферзь · f8 чорний король · d7 чорний пішак · g7 чорний пішак · d6 білий пішак · g6 білий пішак · a5 чорний пішак · d5 білий кінь · a4 білий пішак · b4 чорний пішак · d4 білий король · h4 чорний пішак · h3 білий пішак · a2 білий пішак · c2 білий пішак | c8 білий слон · e8 чорний ферзь · f8 чорний король · d7 чорний пішак · g7 чорний пішак · d6 білий пішак · g6 білий пішак · a5 чорний пішак · d5 білий кінь · a4 білий пішак · b4 чорний пішак · d4 білий король · h4 чорний пішак · h3 білий пішак · a2 білий пішак · c2 білий пішак | c8 білий слон · e8 чорний ферзь · f8 чорний король · d7 чорний пішак · g7 чорний пішак · d6 білий пішак · g6 білий пішак · a5 чорний пішак · d5 білий кінь · a4 білий пішак · b4 чорний пішак · d4 білий король · h4 чорний пішак · h3 білий пішак · a2 білий пішак · c2 білий пішак | 4 |
| 3 | c8 білий слон · e8 чорний ферзь · f8 чорний король · d7 чорний пішак · g7 чорний пішак · d6 білий пішак · g6 білий пішак · a5 чорний пішак · d5 білий кінь · a4 білий пішак · b4 чорний пішак · d4 білий король · h4 чорний пішак · h3 білий пішак · a2 білий пішак · c2 білий пішак | c8 білий слон · e8 чорний ферзь · f8 чорний король · d7 чорний пішак · g7 чорний пішак · d6 білий пішак · g6 білий пішак · a5 чорний пішак · d5 білий кінь · a4 білий пішак · b4 чорний пішак · d4 білий король · h4 чорний пішак · h3 білий пішак · a2 білий пішак · c2 білий пішак | c8 білий слон · e8 чорний ферзь · f8 чорний король · d7 чорний пішак · g7 чорний пішак · d6 білий пішак · g6 білий пішак · a5 чорний пішак · d5 білий кінь · a4 білий пішак · b4 чорний пішак · d4 білий король · h4 чорний пішак · h3 білий пішак · a2 білий пішак · c2 білий пішак | c8 білий слон · e8 чорний ферзь · f8 чорний король · d7 чорний пішак · g7 чорний пішак · d6 білий пішак · g6 білий пішак · a5 чорний пішак · d5 білий кінь · a4 білий пішак · b4 чорний пішак · d4 білий король · h4 чорний пішак · h3 білий пішак · a2 білий пішак · c2 білий пішак | c8 білий слон · e8 чорний ферзь · f8 чорний король · d7 чорний пішак · g7 чорний пішак · d6 білий пішак · g6 білий пішак · a5 чорний пішак · d5 білий кінь · a4 білий пішак · b4 чорний пішак · d4 білий король · h4 чорний пішак · h3 білий пішак · a2 білий пішак · c2 білий пішак | c8 білий слон · e8 чорний ферзь · f8 чорний король · d7 чорний пішак · g7 чорний пішак · d6 білий пішак · g6 білий пішак · a5 чорний пішак · d5 білий кінь · a4 білий пішак · b4 чорний пішак · d4 білий король · h4 чорний пішак · h3 білий пішак · a2 білий пішак · c2 білий пішак | c8 білий слон · e8 чорний ферзь · f8 чорний король · d7 чорний пішак · g7 чорний пішак · d6 білий пішак · g6 білий пішак · a5 чорний пішак · d5 білий кінь · a4 білий пішак · b4 чорний пішак · d4 білий король · h4 чорний пішак · h3 білий пішак · a2 білий пішак · c2 білий пішак | c8 білий слон · e8 чорний ферзь · f8 чорний король · d7 чорний пішак · g7 чорний пішак · d6 білий пішак · g6 білий пішак · a5 чорний пішак · d5 білий кінь · a4 білий пішак · b4 чорний пішак · d4 білий король · h4 чорний пішак · h3 білий пішак · a2 білий пішак · c2 білий пішак | 3 |
| 2 | c8 білий слон · e8 чорний ферзь · f8 чорний король · d7 чорний пішак · g7 чорний пішак · d6 білий пішак · g6 білий пішак · a5 чорний пішак · d5 білий кінь · a4 білий пішак · b4 чорний пішак · d4 білий король · h4 чорний пішак · h3 білий пішак · a2 білий пішак · c2 білий пішак | c8 білий слон · e8 чорний ферзь · f8 чорний король · d7 чорний пішак · g7 чорний пішак · d6 білий пішак · g6 білий пішак · a5 чорний пішак · d5 білий кінь · a4 білий пішак · b4 чорний пішак · d4 білий король · h4 чорний пішак · h3 білий пішак · a2 білий пішак · c2 білий пішак | c8 білий слон · e8 чорний ферзь · f8 чорний король · d7 чорний пішак · g7 чорний пішак · d6 білий пішак · g6 білий пішак · a5 чорний пішак · d5 білий кінь · a4 білий пішак · b4 чорний пішак · d4 білий король · h4 чорний пішак · h3 білий пішак · a2 білий пішак · c2 білий пішак | c8 білий слон · e8 чорний ферзь · f8 чорний король · d7 чорний пішак · g7 чорний пішак · d6 білий пішак · g6 білий пішак · a5 чорний пішак · d5 білий кінь · a4 білий пішак · b4 чорний пішак · d4 білий король · h4 чорний пішак · h3 білий пішак · a2 білий пішак · c2 білий пішак | c8 білий слон · e8 чорний ферзь · f8 чорний король · d7 чорний пішак · g7 чорний пішак · d6 білий пішак · g6 білий пішак · a5 чорний пішак · d5 білий кінь · a4 білий пішак · b4 чорний пішак · d4 білий король · h4 чорний пішак · h3 білий пішак · a2 білий пішак · c2 білий пішак | c8 білий слон · e8 чорний ферзь · f8 чорний король · d7 чорний пішак · g7 чорний пішак · d6 білий пішак · g6 білий пішак · a5 чорний пішак · d5 білий кінь · a4 білий пішак · b4 чорний пішак · d4 білий король · h4 чорний пішак · h3 білий пішак · a2 білий пішак · c2 білий пішак | c8 білий слон · e8 чорний ферзь · f8 чорний король · d7 чорний пішак · g7 чорний пішак · d6 білий пішак · g6 білий пішак · a5 чорний пішак · d5 білий кінь · a4 білий пішак · b4 чорний пішак · d4 білий король · h4 чорний пішак · h3 білий пішак · a2 білий пішак · c2 білий пішак | c8 білий слон · e8 чорний ферзь · f8 чорний король · d7 чорний пішак · g7 чорний пішак · d6 білий пішак · g6 білий пішак · a5 чорний пішак · d5 білий кінь · a4 білий пішак · b4 чорний пішак · d4 білий король · h4 чорний пішак · h3 білий пішак · a2 білий пішак · c2 білий пішак | 2 |
| 1 | c8 білий слон · e8 чорний ферзь · f8 чорний король · d7 чорний пішак · g7 чорний пішак · d6 білий пішак · g6 білий пішак · a5 чорний пішак · d5 білий кінь · a4 білий пішак · b4 чорний пішак · d4 білий король · h4 чорний пішак · h3 білий пішак · a2 білий пішак · c2 білий пішак | c8 білий слон · e8 чорний ферзь · f8 чорний король · d7 чорний пішак · g7 чорний пішак · d6 білий пішак · g6 білий пішак · a5 чорний пішак · d5 білий кінь · a4 білий пішак · b4 чорний пішак · d4 білий король · h4 чорний пішак · h3 білий пішак · a2 білий пішак · c2 білий пішак | c8 білий слон · e8 чорний ферзь · f8 чорний король · d7 чорний пішак · g7 чорний пішак · d6 білий пішак · g6 білий пішак · a5 чорний пішак · d5 білий кінь · a4 білий пішак · b4 чорний пішак · d4 білий король · h4 чорний пішак · h3 білий пішак · a2 білий пішак · c2 білий пішак | c8 білий слон · e8 чорний ферзь · f8 чорний король · d7 чорний пішак · g7 чорний пішак · d6 білий пішак · g6 білий пішак · a5 чорний пішак · d5 білий кінь · a4 білий пішак · b4 чорний пішак · d4 білий король · h4 чорний пішак · h3 білий пішак · a2 білий пішак · c2 білий пішак | c8 білий слон · e8 чорний ферзь · f8 чорний король · d7 чорний пішак · g7 чорний пішак · d6 білий пішак · g6 білий пішак · a5 чорний пішак · d5 білий кінь · a4 білий пішак · b4 чорний пішак · d4 білий король · h4 чорний пішак · h3 білий пішак · a2 білий пішак · c2 білий пішак | c8 білий слон · e8 чорний ферзь · f8 чорний король · d7 чорний пішак · g7 чорний пішак · d6 білий пішак · g6 білий пішак · a5 чорний пішак · d5 білий кінь · a4 білий пішак · b4 чорний пішак · d4 білий король · h4 чорний пішак · h3 білий пішак · a2 білий пішак · c2 білий пішак | c8 білий слон · e8 чорний ферзь · f8 чорний король · d7 чорний пішак · g7 чорний пішак · d6 білий пішак · g6 білий пішак · a5 чорний пішак · d5 білий кінь · a4 білий пішак · b4 чорний пішак · d4 білий король · h4 чорний пішак · h3 білий пішак · a2 білий пішак · c2 білий пішак | c8 білий слон · e8 чорний ферзь · f8 чорний король · d7 чорний пішак · g7 чорний пішак · d6 білий пішак · g6 білий пішак · a5 чорний пішак · d5 білий кінь · a4 білий пішак · b4 чорний пішак · d4 білий король · h4 чорний пішак · h3 білий пішак · a2 білий пішак · c2 білий пішак | 1 |
|   | a | b | c | d | e | f | g | h |   |

1.Ке7! Фd8 2.Крс5 Кре8 3.Крb5 Kpf8 4.Кра6 Кре8 
5.Кра7! Kpf8 6.Сb7 Кре8 7.Cd5 Kpf8 8.Cf7 b3 9.З: b3 (9.ab? Фb8+ 10.Кр: b8 — пат)
9. … Кре8 10.с4 Kpf8 11.с5 Кре8 12.Cd5 Kpf8
13.Сb7 Кре8 14.Сс8 Kpf8 15.Кра6 Кре8 16.Крb5,
потім білий король забирає пішака h4 і просування пішака «h» вирішує результат боротьби.

## Книги
- Шаховий етюд на Україні, К., 1966 (співавтор, українською мовою);
- Галерея шахматных этюдистов, М., 1968;
- Этюд в пешечном окончании, М., 1973;
- Становление шахматного этюда, К., 1980;
- Развитие шахматного этюда, К., 1982;
- Триумф советского шахматного этюда, К., 1984.
- Современный шахматный этюд, К., 1987.